# Самые красивые деревни мира
Самые красивые деревни мира (фр. Les Plus Beaux Villages de la Terre) — международная ассоциация, созданная в 2012 году.

## История
Ассоциация создана 7 июля 2012 года во французском городе Горд 5 регионами, представлявшими три континента: Францией, Италией, Валлонией (Бельгия), Квебеком (Канада) и Японией. В 2016 году в ассоциацию вступила Испания.
Эти страны или регионы представлены уже существующими ассоциациями:
- Самые красивые деревни Франции, созданная в 1982 году (158 деревень)
- Самые красивые деревни Валлонии (фр.) в Бельгии, созданная в 1994 году (31 деревня)
- Ассоциация самых красивых деревень Квебека (фр.) в Канаде, созданная в 1998 году (35 деревень)
- Самые красивые городки Италии, созданная в 2001 году (289 деревень)[1]
- Самые красивые деревни Японии (яп.), созданная в 2005 году (64 деревни)
- Самые красивые деревни Испании (исп.), созданная в 2011 году (79 деревень)

Вместе эти 6 ассоциаций представляют почти 600 деревень сертифицированных по своей красоте и превосходству.
Ассоциации из Швейцарии, Саксонии (Германия), России и Ливана являются ассоциированными членами:
- Самые красивые деревни Швейцарии (фр.), созданная в 2015 году и включающая в себя с 2019 года также и деревни Лихтенштейна, с 40 деревнями;
- Самые красивые деревни Саксонии в Германии, созданная в 2011 году (10 деревень)
- Самые красивые деревни России, созданная в 2014 году (10 деревень)[2]
- Самые красивые деревни Ливана, созданная в 2016 году (60 деревень)[3]

В каждой стране или регионе действуют свои собственные правила приёма в соответствующую ассоциацию, например, в отношении максимального количества жителей деревни.

## Объект
Согласно статье 2 устава, целью ассоциации является:
- Объединение национальных или региональных ассоциаций, существующих или предлагаемых к созданию, с обозначением местных органов власти, которые, наделённые сельским измерением и признанным архитектурным и природным наследием, разделяют желание сделать его поддержкой их политики культурное, экономическое и социальное развитие.
- Создание вместе с этими ассоциациями-членами международной справочной сети по вопросам защиты, улучшения культуры и развития сельских районов с низкой плотностью населения.
- Продвижение путем постоянного обмена опытом и знаниями модель управления и устойчивого развития этих территорий, основанную на участии местных субъектов и гарантирующую охрану их архитектурного, экологического и нематериального наследия.
- Проведение рекламно-просветительских мероприятий, направленных на повышение осведомлённости общественности о положении этих территориальных образований, которые часто сталкиваются с девитализацией и привлекаются региональными, национальными и международными государственными органами, причем вся техническая и финансовая помощь способствует сохранению и общему для человечества наследию.[5]

## Логотип
Логотип ассоциации представляет собой часть зеленой планисферы, на которой стоят башня, два дерева и два дома.

## Галерея

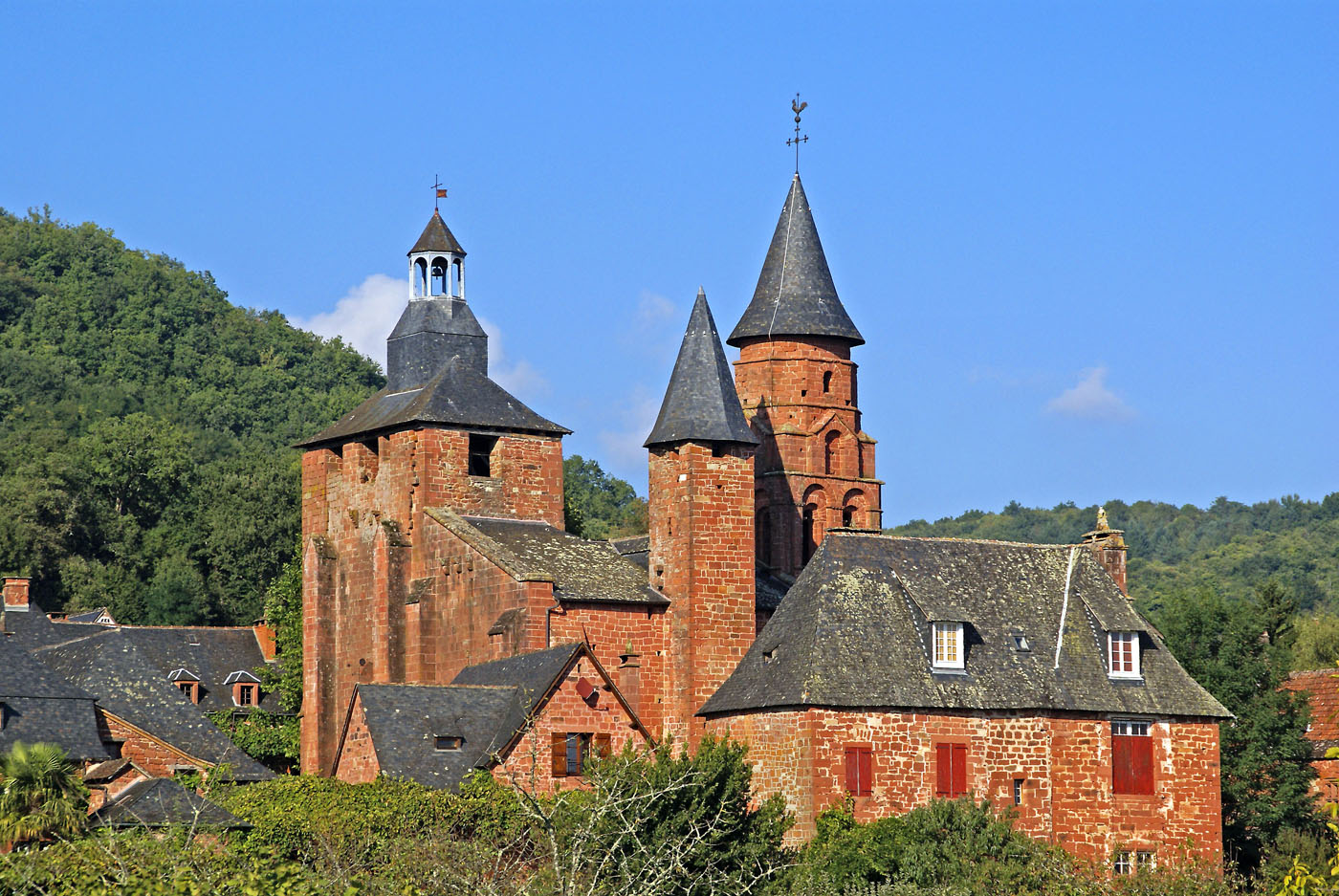
Коллонж-ла-Руж, Франция
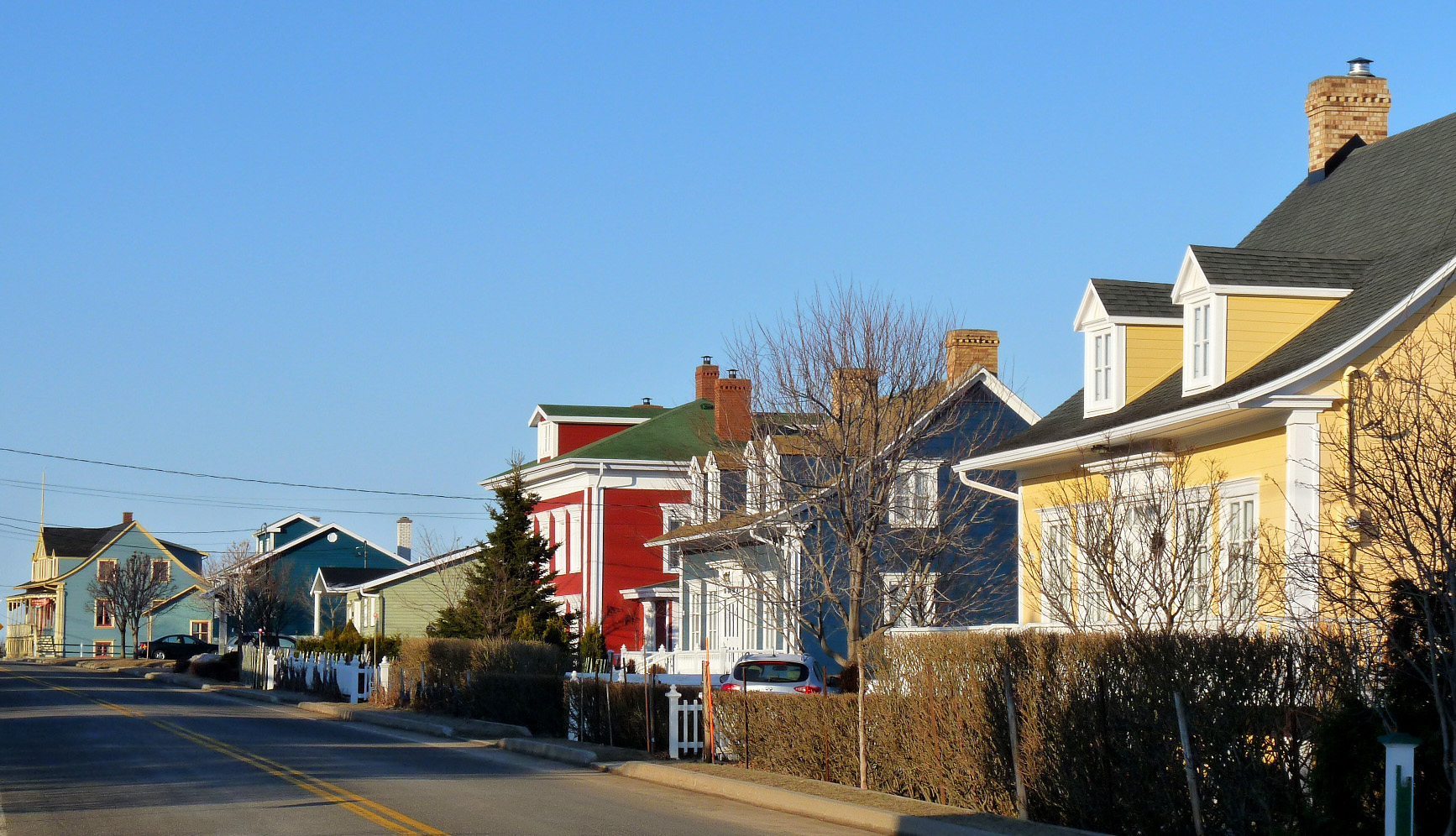
Камураска, Канада
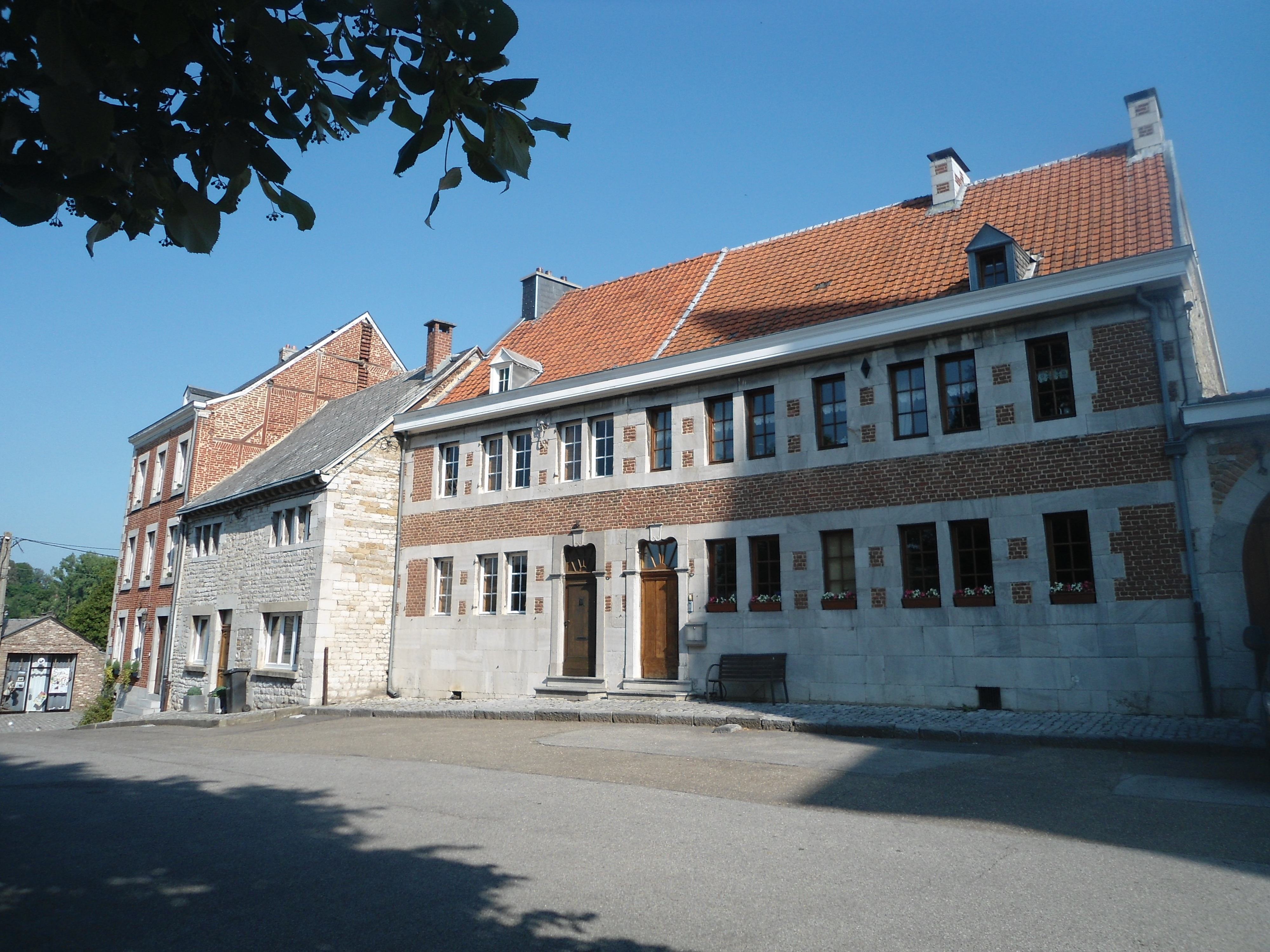
Суарон (фр.), Бельгия
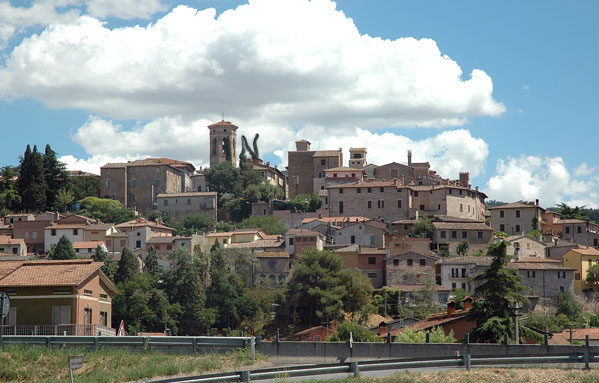
Дерута, Италия
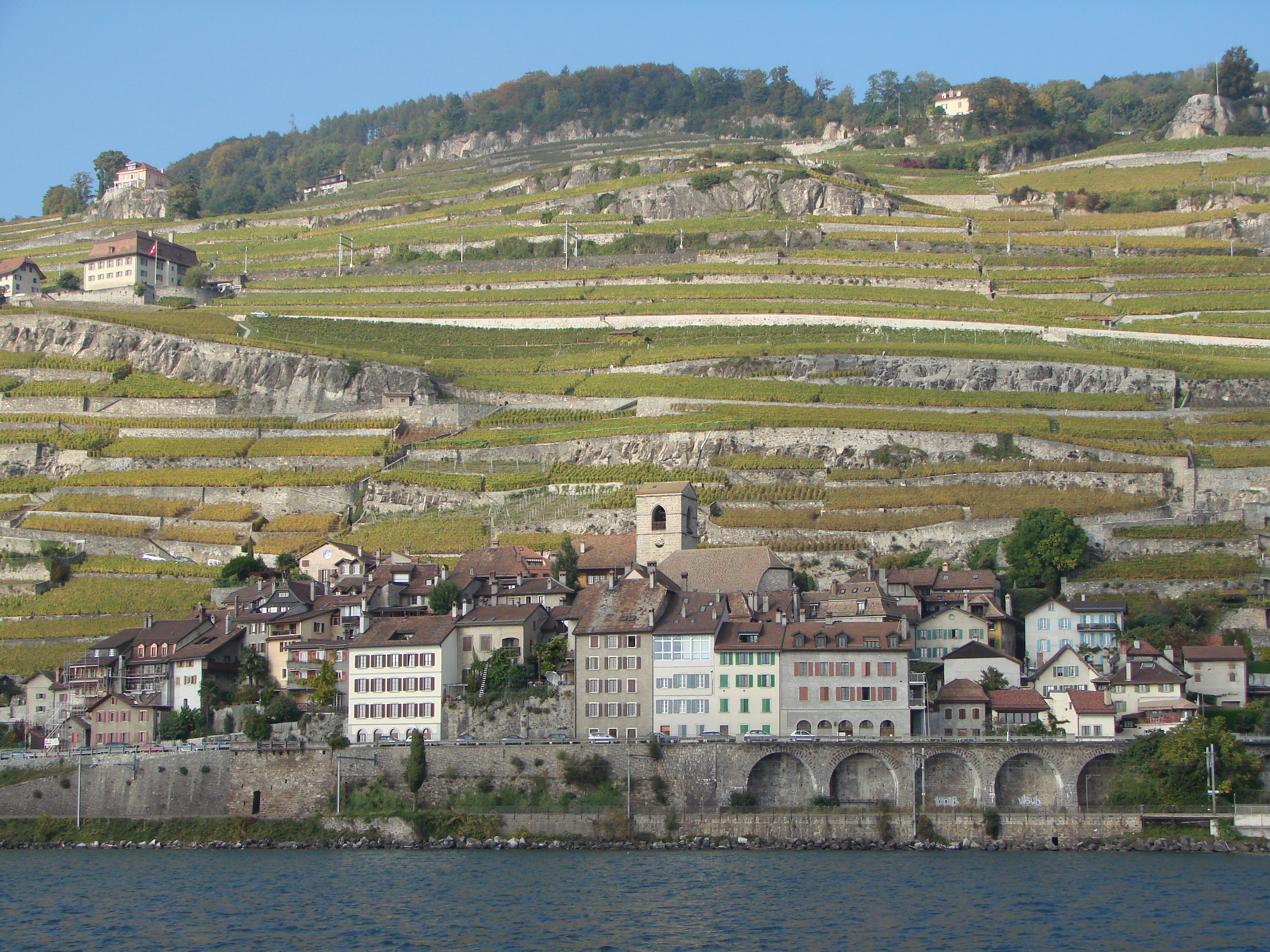
Сен-Сафорин (фр.), Швейцария
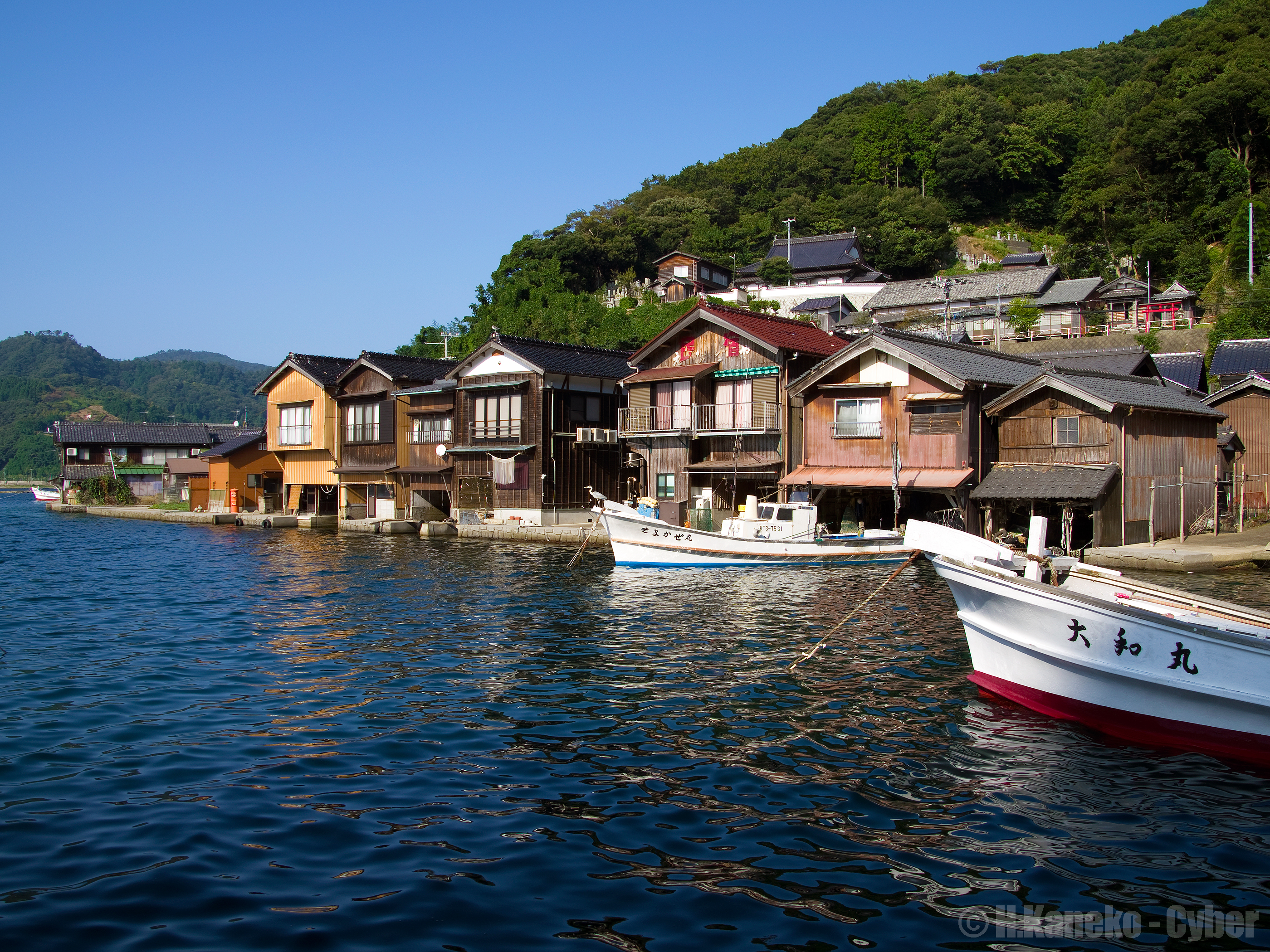
Ине, Япония
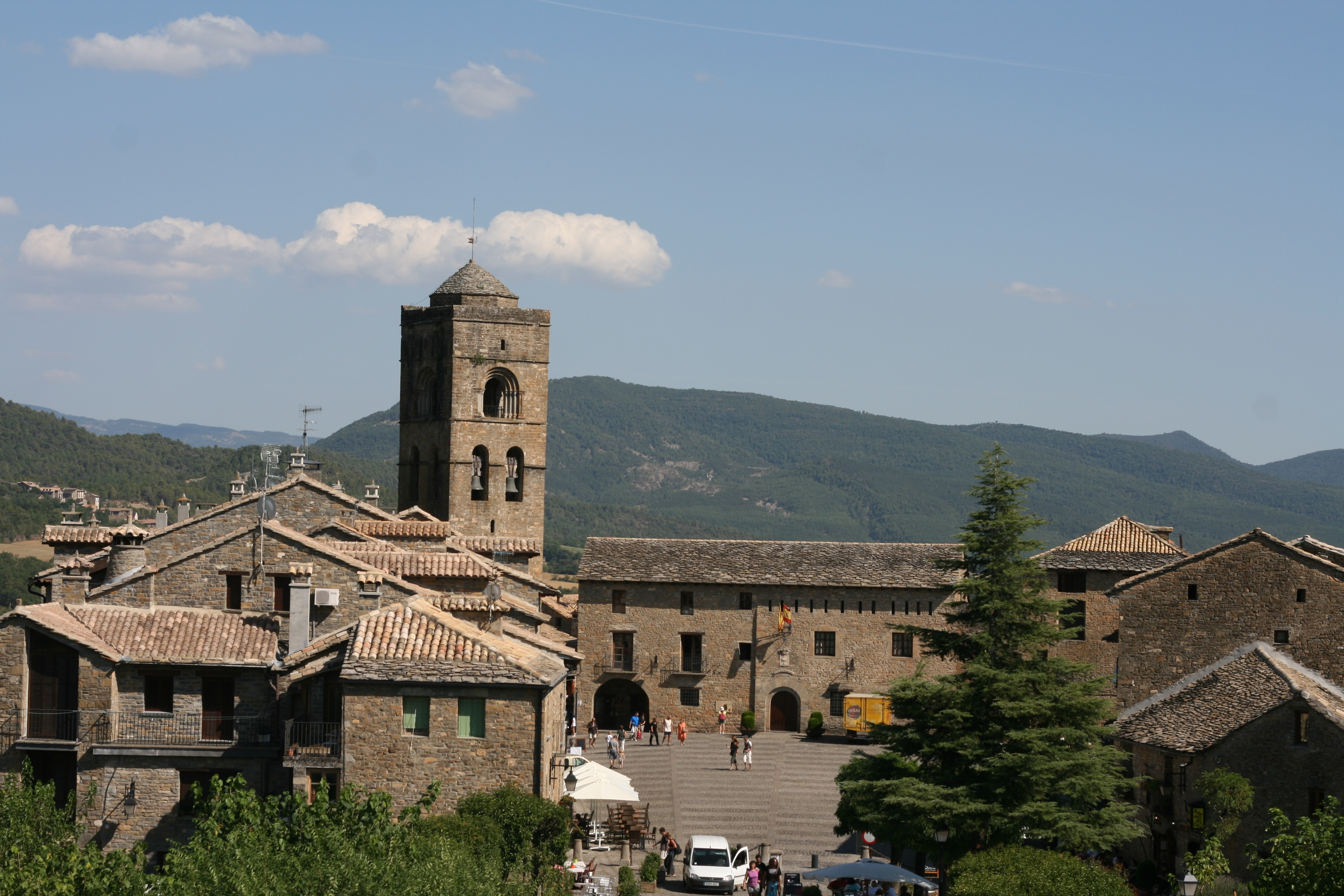
Аинса-Собрарбе, Испания
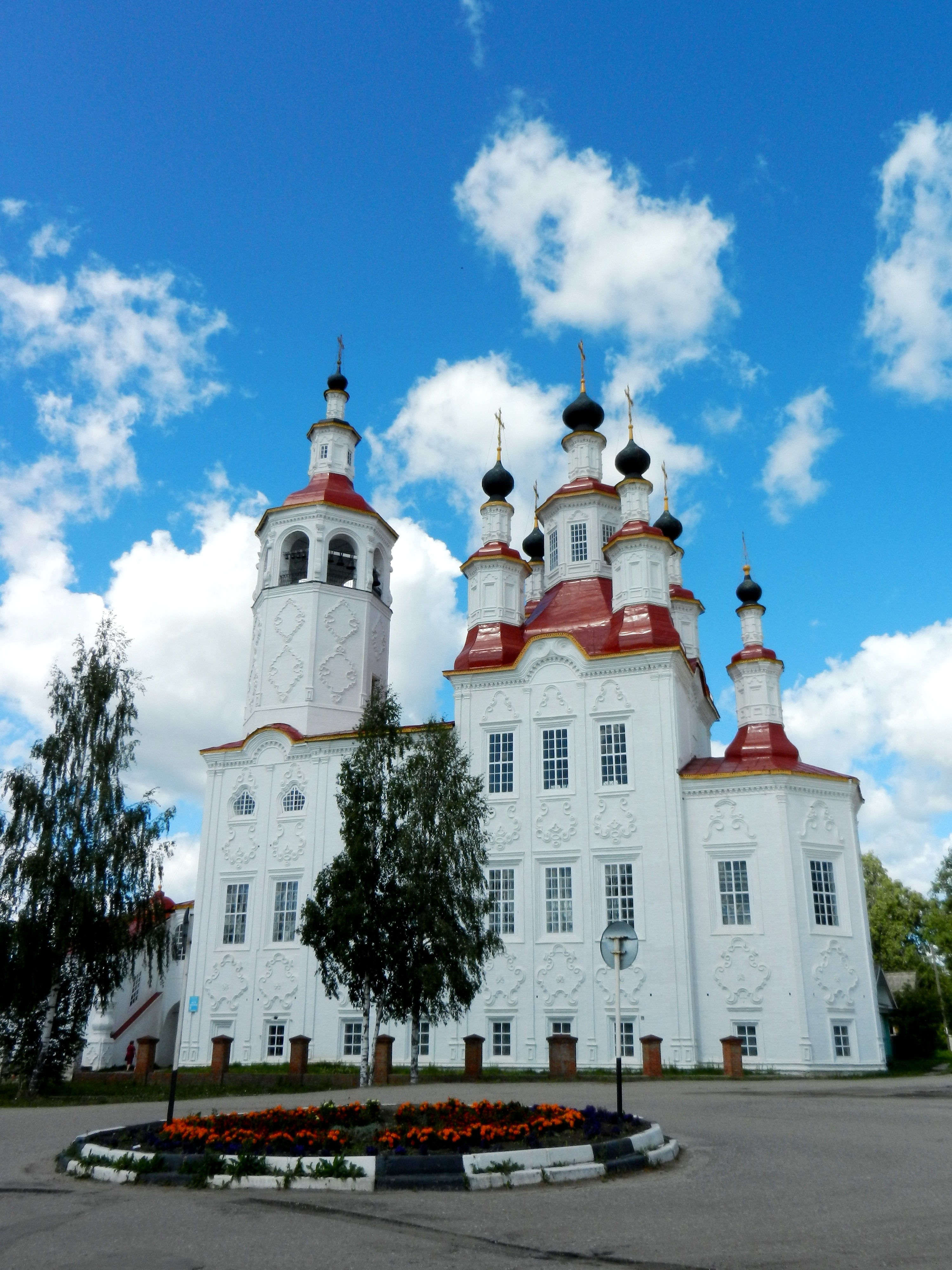
Тотьма, Россия
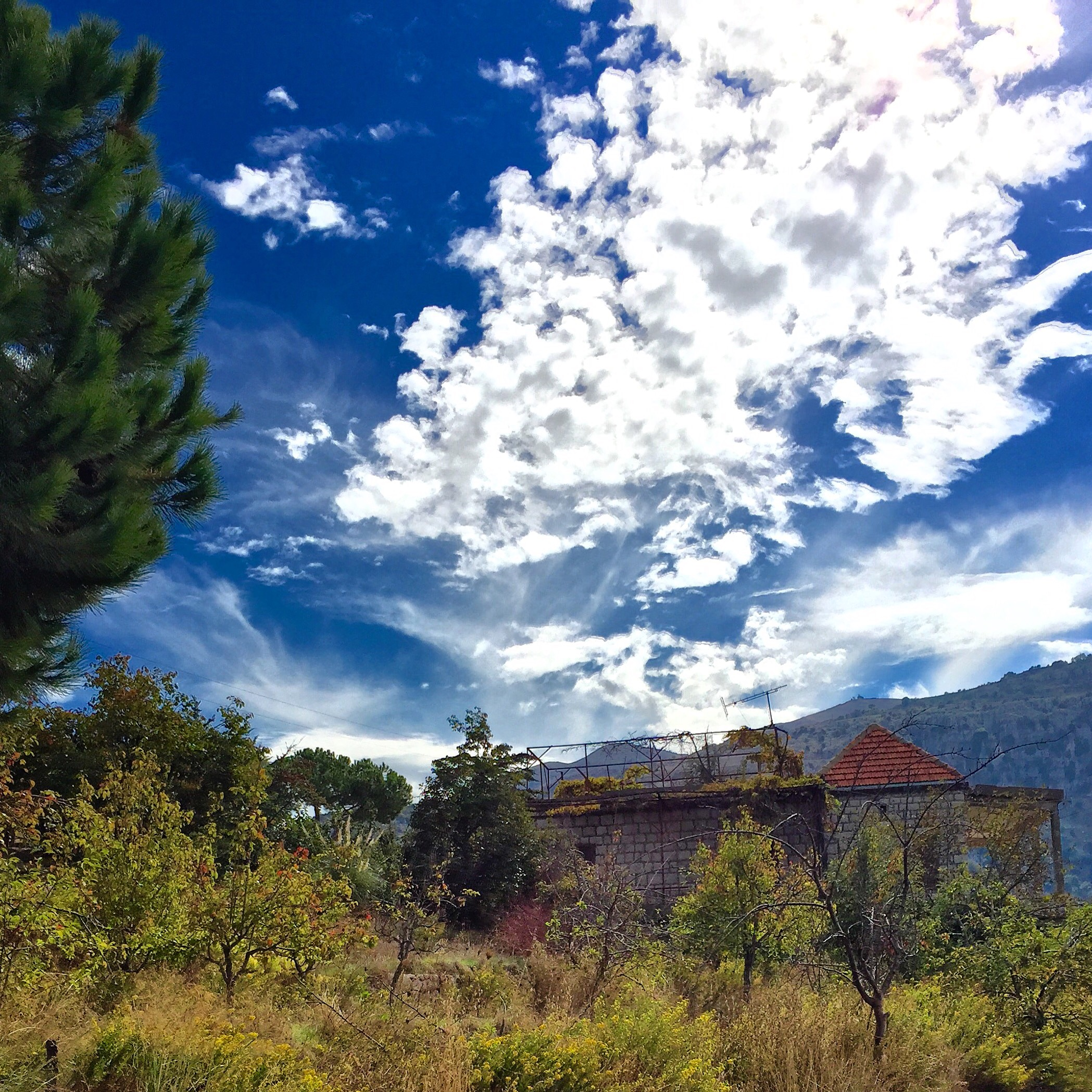
Баскинта, Ливан